# جمعية كشافة سيشيل
جمعية كشافة سيشيل هي المنظمة الكشفية الوطنية في سيشيل. تأسست الحركة الكشفية في سيشيل في عام 1927 وأصبحت عضوا في المنظمة العالمية للحركة الكشفية في عام 2002. وتضم الجمعية 372 عضوا (اعتبارا من 2011).

## روابط خارجية
- جمعية كشافة سيشيل